# Pseudosorghum fasciculare
Pseudosorghum fasciculare là một loài thực vật có hoa trong họ Hòa thảo. Loài này được (Roxb.) A.Camus miêu tả khoa học đầu tiên năm 1920.